# Henning Aspegrén
Henning Birger August Aspegrén, född 22 maj 1877 i Karlskrona, död 1950 i Lyckeby församling, Blekinge län, var en svensk arkitekt.
Aspegrén utexaminerades från Tekniska elementarskolan i Malmö 1901 och studerade vid Kungliga Tekniska högskolan i Stockholm 1905–1909. Han var anställd som ritare vid byggnadskontoret på Flottans varv i Karlskrona 1901–1905 och hos arkitekt Frans Evers i Karlskrona från 1909. Han bedrev även egen arkitektverksamhet.